# Растафари
Растафари е религиозно учение, възникнало в началото на 1930-те години сред бедното чернокожо население на Ямайка и разпространило се и на някои други Антилски острови, както и извън региона.
То почита Хайле Селасие I, тогавашен император на Етиопия, като земно въплъщение на Джа (Бог, от библейското Йехова) и част от Светата Троица.
Началото на растафари е поставено от Маркъс Гарви, публицист и общественик, смятан от последователите си за пророк. В основата му са тълкувания на пророчески текстове в Библията, както и обществените и политически амбиции на чернокожите. В средата на 20 век учението се разпространява и в други страни, главно чрез емиграцията и интереса, предизвикван от реге музиката, която често е свързвана с растафари, а нейният най-популярен представител, Боб Марли, е известен привърженик на учението.
В началото на 21 век привържениците на растафари по света са около 1 милион души, като в Ямайка съставляват около 5–10% от населението.